# Lacrimabili statu
La Lacrimabili statu è un'enciclica di papa Pio X, datata 7 giugno 1912 e diretta all'episcopato dell'America Latina.
Argomento dell'enciclica sono le condizioni disumane in cui versano ancora le popolazioni indigene di quei Paesi.